# Punishment Park (chanson)
Pour l’article homonyme, voir Punishment Park.
Singles de Indochine
Des fleurs pour Salinger La guerre est finie
Pistes de Le Baiser
Les années bazar Soudain l'été dernier. Je suppose
Punishment Park est une chanson d'Indochine parue sur l'album Le Baiser en 1991.
Dans cette chanson, on peut entendre Juliette Binoche qui chante l'introduction et fait l'accompagnement de Nicola Sirkis.